# Capelle (Nord)
Capelle település Franciaországban, Nord megyében. Lakosainak száma 136 fő (2022. január 1.). Capelle Ruesnes, Beaudignies, Bermerain és Escarmain községekkel határos.

## Népesség
A település népességének változása:
| Lakosok száma | 161  | 159  | 153  | 149  | 145  | 143  | 137  | 136  |
|               | 2013 | 2015 | 2017 | 2018 | 2019 | 2020 | 2021 | 2022 |